# 周芳如
周芳如（1966年3月28日—）為臺灣音樂界出身的台灣政治人物，目前為台灣室內樂藝術推廣協會創會理事長。

## 生平
曾任柯文哲競選總部主任、2012全國藝文界蔡英文顧問團顧問、翁金珠立委與李應元立委藝文政策顧問、台北市政府市政顧問（藝文類）、2016全國藝文界蔡英文顧問團顧問。國立臺灣師範大學表演藝術研究所行銷與產業組碩士,文化大學音樂系國樂組學士，曾於德國國立斯圖佳特音樂院客座研習並獲美國傅爾布萊特獎學金（Fulbright Grant）赴美進修。周芳如於2015年10月宣布投入台北市第六選區立法委員選舉。
2020年3月4日，民主進步黨中央評議委員會決議，高大成、朱武獻、周芳如、吳達偉、鄭新助、潘建志、張宗傑違紀參選，均開除黨籍。

## 外部連結
- 周芳如的Facebook專頁